# Ricus van de Coevering
Henricus Jozef (Ricus) van de Coevering (Asten, 1974) is een Nederlandse schrijver.
In NRC Handelsblad werd zijn werk beschouwd als 'zorguldig proza dat perfectionisme verraadt'.

## Leven en werk
Van de Coevering werd geboren en groeide op in het dorp Asten in Noord-Brabant. Hij studeerde af als docent economie aan de Hogeschool van Arnhem en Nijmegen en aan de University of Brighton, Sussex, Engeland. Na zijn afstuderen gaf hij enkele jaren economie- en wiskundeles. Ook was hij medeoprichter van een opticienketen genaamd Yarkii-mir Optika (Heldere Wereld Opticiens) te Pskov in Rusland. Daarnaast beveiligde hij enige tijd kantoorgebouwen in Amsterdam.
In 1996 tijdens zijn studie in Engeland begon Van de Coevering met het schrijven van korte verhalen. In januari 2000 werd voor het eerst een verhaal gepubliceerd in literair tijdschrift Lava. Kort daarna volgden publicaties in literair tijdschrift Nymph en in diverse bloemlezingen bij onder andere uitgeverij Prometheus.
In oktober 2007 verscheen Van de Coeverings debuutroman Sneeuweieren bij uitgeverij Van Gennep te Amsterdam.
Sneeuweieren is een psychologische roman over een boerengezin waarin de personages ten onder gaan aan hun niet uitgekomen verwachtingen. De titel verwijst naar het toetje dat hoofdpersonage Olga voor haar geadopteerde zoontje David maakt, maar heeft ook een symbolische betekenis: Sneeuweieren is de Nederlandse vertaling van het Franse dessert 'Îles flottantes' dat letterlijk vertaald drijvende eilanden betekent. De personages in Sneeuweieren drijven psychologisch gezien gedurende het verhaal op dramatische wijze steeds verder uit elkaar.
Sneeuweieren werd door recensenten in onder andere Het Parool, Limburgs Dagblad en NRC Handelsblad beschouwd als het meest belovende debuut van 2007. Een jaar na verschijning maakte Van de Coevering op uitnodiging van het Nederlands Letterenfonds zijn internationale debuut op het Europäisches Festival des Debütromans in Kiel, Duitsland. In datzelfde jaar werd Van de Coevering door boekenclub ECI benoemd tot Schrijver van Nu (voorheen ECI-prijs voor Schrijvers van Nu) en werd zijn debuut opgenomen in de gelijknamige reeks, de langstlopende literaire reeks in het Nederlands taalgebied. Op 27 september 2009 won Van de Coevering met Sneeuweieren de Debutantenprijs.
Na het winnen van de Debutantenprijs werd het enkele jaren stil rondom Van de Coevering. In verschillende interviews zou hij later verklaren dat hij aan meerdere romans tegelijkertijd werkte – en dat hij vader geworden was van een zoon.
In het najaar van 2014 verscheen Van de Coeverings langverwachte tweede roman Noordgeest. “Een rijke gelaagde familieroman” volgens Trouw, “narratief gezien een kunstige puzzel” volgens NRC Handelsblad en “Van de Coeverings tweede roman heeft even op zich laten wachten, maar: Rome is ook niet in één dag gebouwd” volgens Wegener dagbladen.
Noordgeest is een psychologische roman over het leven van Willem Noordgeest en zijn familie. Willem groeit op in de tweede helft van de twintigste eeuw als zoon van een tirannieke slager. Zijn voorvaderen vergaarden in de Gouden Eeuw een fortuin als medeoprichters van de VOC, maar daar is niets meer van over. Willem ziet het als zijn opdracht om het verbleekte blazoen van zijn familie tot hoogglans op te poetsen en het Amsterdamse grachtenpand van zijn voorvaderen weer in zijn bezit te krijgen. Voor zijn eigen gezin is dit obsessieve streven vaak uitermate belastend. Als Noordgeests dochter Rosa in verzet komt tegen haar vader, lopen de spanningen steeds hoger op. Uiteindelijk wordt Willem ingehaald door zijn eigen familiegeschiedenis.
In diverse recensies werd Willem Noordgeest een 'Rosenboomsiaans' karakter genoemd vanwege zijn obsessieve streven dat tot zijn ondergang leidt en vanwege zijn universele karaktertrekken als: trots, eerzucht, koppigheid en drang naar sociale erkenning. Tegelijkertijd werd Willem Noordgeest vanwege zijn 'hang naar macht en controle' vergeleken met Jörgen Hofmeester, de hoofdpersoon uit Tirza van Arnon Grunberg.
In 2014 werd Noordgeest genomineerd voor de BNG Bank Literatuurprijs en in 2015 voor de Gouden Strop, de prijs voor de spannendste Nederlandse roman van het jaar.
In 2015 werd proza van Van de Coevering opgenomen in de bloemlezing De Nederlandse literatuur van de 21ste eeuw; de nieuwe schrijvers van het nieuwe millennium, samengesteld door Wim Brands, verschenen bij uitgeverij Atlas Contact.

## Prijzen
- Schrijver van Nu (voorheen ECI-prijs voor Schrijvers van Nu) 2008 voor Sneeuweieren
- Academica Debutantenprijs 2009 voor Sneeuweieren

## Nominaties
- BNG Nieuwe Literatuurprijs 2014 longlist voor Noordgeest
- Gouden Strop 2015 longlist voor Noordgeest